# Shīrīn Daraq
Shīrīn Daraq (persiska: شيرين درق) är en ort i Iran.   Den ligger i provinsen Östazarbaijan, i den nordvästra delen av landet, 500 km nordväst om huvudstaden Teheran. Shīrīn Daraq ligger 1 457 meter över havet och antalet invånare är 165.
Terrängen runt Shīrīn Daraq är kuperad åt nordväst, men åt sydost är den platt. Terrängen runt Shīrīn Daraq sluttar söderut.Runt Shīrīn Daraq är det ganska glesbefolkat, med 27 invånare per kvadratkilometer. Närmaste större samhälle är Ahar, 8,1 km sydväst om Shīrīn Daraq. Trakten runt Shīrīn Daraq består i huvudsak av gräsmarker.